# Sutartinė
Die Sutartinės (Plural von litauisch sutartinė [s̪ʊt̪ɐrʲˈt̪ʲɪn̪ʲeː]) sind mehrstimmige, im Nordosten und Osten Litauens beheimatete Volkslieder mit einer Jahrhunderte alten Tradition. Sie werden gesungen, zuweilen verbunden mit Tanzschritten, oder auf traditionellen litauischen Musikinstrumenten gespielt. Besonderes Merkmal der Sutartinės ist die Unabhängigkeit der einzelnen Stimmen (Polyphonie) in Melodie, Rhythmus und Text, verbunden mit rhythmischer Synkopierung und dem Zusammentreffen der Stimmen im Tonintervall der Sekunde, was die Lieder spannungsreich und ausdrucksstark macht und ihnen einen unverwechselbaren Charakter verleiht. Der Begriff leitet sich ab vom litauischen Verb sutarti mit der Bedeutung sich vertragen, vereinbaren, aber auch übereinstimmen, harmonieren.
2010 wurden die Sutartinės seitens der UNESCO beim immateriellen Kulturerbe der Menschheit eingetragen.

## Geschichte und Verbreitung
Die Tradition der Sutartinės wurde nicht in ganz Litauen, sondern nur im Nordosten und Osten des Landes gepflegt. Ihr Verbreitungsgebiet erstreckte sich auf den Landesteil nördlich von Vilnius und östlich von Panevėžys bis zu den Landesgrenzen mit Lettland und Belarus. In dieser ländlich-bäuerlichen Gegend wurden die Melodien und Texte der Sutartinės von Generation zu Generation mündlich weitergegeben.
Die Geschichte dieser Tradition reicht weit zurück vor die Zeit schriftlicher Aufzeichnungen. Es gibt Anzeichen, dass die Sutartinės Teil heidnischer Bräuche waren. Der früheste gedruckte Hinweis auf die Existenz der Sutartinės findet sich in der Chronik von Maciej Stryjkowski aus dem Jahr 1582. Wahrscheinlich war die Liedform zu diesem Zeitpunkt aber schon mehrere Jahrhunderte alt – möglicherweise geht sie auf den baltischen Volksstamm der Selonen (Selen) zurück, der im nordöstlichen Grenzgebiet Litauens lebte. Neuere vergleichende musikethnologische Untersuchungen weisen auf eine musikalische Ähnlichkeit mit anderen europäischen Volkslied-Traditionen, etwa auf dem Balkan, hin.
Die Lieder kamen zur Aufführung anlässlich bedeutender Ereignisse wie Hochzeiten, Taufen, Ernte- und anderen Jahresfeiern, aber auch beim Verrichten von Arbeiten, wie beim Spinnen oder auf dem Feld. Zu manchen wurde getanzt. Gesungene und getanzte Sutartinės waren den Frauen vorbehalten, die instrumentalen wurden hauptsächlich von Männern vorgetragen.
Den ersten schriftlichen Beleg für das Wort „Sutartinė“ gibt es 1829 zusammen mit dem ersten Abdruck eines Liedtextes. Bereits zu jener Zeit wurden die Lieder als veraltet und archaisch angesehen. Das Interesse an einer schriftlichen Erfassung wuchs trotzdem im Verlauf des 19. Jahrhunderts, hinzu kam die Schallaufzeichnung mit Phonograph und Tonbandgerät im 20. Jahrhundert. Die heutigen Kenntnisse über die Sutartinės basieren auf den Transkriptionen, Tonaufnahmen und den Schilderungen von Zeitzeugen. Die bedeutendsten Sammlungen und Transkriptionen erstellten die litauischen Volkskundler Adolfas Sabaliauskas (1873–1950) und Zenonas Slaviūnas (1907–1973). Dessen Sammlung umfasst 1820 Lieder, die man zuvor im ganzen ländlichen Verbreitungsgebiet an über 300 Stellen zusammengetragen hatte.
So konnte das Liedgut vor dem endgültigen Vergessen bewahrt werden, denn ab Mitte des 19. Jahrhunderts kam es zum Niedergang der Tradition und sie gilt als erloschen seit den 1930er Jahren. Zu den Hauptursachen zählen, dass die schroffen, sekundenreichen Lieder nicht mehr dem Musikgeschmack entsprachen und sie durch den gesellschaftlichen Wandel im Zuge der Industrialisierung in der ländlichen Bevölkerung keinen Rückhalt mehr fanden.
In den letzten Jahrzehnten ist es zu einer Renaissance gekommen, die Lieder werden wieder aufgeführt und deren Herkunft wird wissenschaftlich erforscht.

## Musikalische Merkmale
Sutartinės sind mehrstimmig und dabei polyphon, das heißt die Stimmen im Lied sind unabhängig, gleichwertig und dabei eigenständig linear geführt. In der überwiegenden Zahl der Stücke (84 %) trifft das gleichermaßen auf Melodien, Rhythmen und Texte zu. Die polyphonen Melodien sind so angelegt, dass es zu einem stetigen Wechsel von konsonantem und dissonantem Zusammenklang der Stimmen kommt, mit der Sekunde als vorherrschendem dissonantem Akkord. Die übliche, durch unsere europäischen Hörgewohnheiten erwartete Auflösung der Dissonanz fehlt. Die Sekunde wurde eben nicht als unangenehm empfunden, sondern als harmonisch.
Üblicherweise erklingen zwei Stimmen gleichzeitig. Bei den gesungenen Sutartinės trägt die Hauptstimme (litauisch rinkinys, vom Verb rinkti, „sammeln, zusammentragen“) den Liedtext vor, während die zweite Stimme (pritarynis, vom Verb pritarti, „einwilligen“) einen Refrain dazu liefert. Häufig besteht dieser aus lautmalerischen Wörtern. Es kommt zu einem „Verweben“ der beiden Stimmen, wobei die Refrainstimme rhythmisch unabhängig von der ersten Stimme unter anderem durch Synkopen eine wirkungsvolle rhythmische Akzentuierung und Pulsation während des ganzen Liedes herbeiführt (Polyrhythmik). Die Tempi sind durchweg moderat, 82 % der Lieder stehen im 2/4-Takt, vorherrschend sind Viertel- und Achtel-Noten. Die Melodien sind schlicht und mit nur zwei bis fünf Tönen von geringem Tonumfang.
Traditionell bestand kein Unterschied zwischen vokalen und instrumentalen Sutartinės, dieselben Stücke konnten gesungen oder gespielt werden. Für die Instrumentalversionen wurden traditionelle litauische Blasinstrumente verwendet: ein Satz von fünf bis acht Eintonflöten aus Holz, Rinde oder Rohr skudučiai, die 1,4 bis 2,3 m lange Holztrompete daudytės, die Kernspaltflöte lumzdelis oder die birbynė, eine litauische Hornpfeife. Eine Besonderheit sind die Stücke für die litauische Kastenzither kanklės, da sie von einer einzelnen Person gespielt wurden.

## Kategorien
Die Sutartinės lassen sich schwer typisieren, zu vielfältig ist ihr Aufbau. Bisher sind in der Forschung insgesamt 29 Haupt- und 9 Nebenvarianten klassifiziert worden.
In der dörflichen Tradition unterschied man dagegen traditionell lediglich drei Kategorien, vereinfacht benannt nach der Zahl der Stimmen, wobei eine Stimme auch von mehreren Personen gesungen oder gespielt werden konnte.
- Dvejinės (von lit. dvejos „zwei“): zweistimmige Sutartinės. In der Ausführung als Zwiegesänge tragen zwei Personen oder Gruppen gleichzeitig denselben Text mit unterschiedlichen Melodien vor, wobei im Zusammenklang der beiden Stimmen die für alle Sutartinės charakteristischen parallelen Sekunden entstehen. Etwa 10 % aller Lieder lassen sich dieser Kategorie zuordnen.
- Trejinės (von lit. trejos „drei“): dreistimmige Sutartinės, ausgeführt als Kanon von drei Personen oder Gruppen. Allerdings sollen stets nur zwei Stimmen gleichzeitig erklingen. Das wird erreicht, indem die drei Stimmen von Strophe zu Strophe zeitlich versetzt beginnen und jede Stimme am Ende der Strophe pausiert, bis die nächste Stimme mit der Strophe fertig ist. So wird bis zum Ende des Liedes verfahren. Die Trejinės sind eine sehr beliebte und bilden mit einem Anteil von etwa 60 % die größte Kategorie unter den Sutartinės.
- Keturinės (von lit. keturi „vier“): vierstimmige Sutartinės, ausgeführt als Wechselgesänge zu viert von zwei Paaren oder Gruppen. Jede Strophe wird nacheinander vom ersten und zweiten Paar gesungen. Von jedem Paar werden gleichzeitig zwei unterschiedliche Texte und Melodien vorgetragen. Die Keturinės machen 25 % aller Sutartinės aus.

## Wiederbelebung und moderne Rezeption
Die Tradition der Sutartinės war in der ersten Hälfte des 20. Jahrhunderts erloschen. Seit Mitte des 20. Jahrhunderts wächst das Interesse an ihr allerdings wieder und es kam zu einer intensiven Beschäftigung mit den Sutartinės. Die traditionellen Lieder wurden analysiert und sind zu einem Gegenstand musikethnologischer Forschung geworden. Die moderne litauischen Folkmusik-Bewegung hat dafür gesorgt, dass die Lieder auch wieder vermehrt aufgeführt werden. Heute erfahren sie eine große Wertschätzung und nehmen einen wichtigen Platz ein
- als Bestandteil moderner Kompositionen, wie von Alfred Schnittkes „Sutartinės für Schlagwerk, Orgel und Streicher“ (1991) und Werken namhafter litauischer Komponisten. Dazu zählt das Werk „Sutartinė op. 35“ des Komponisten Stasys Vainiūnas (1909–1982) von 1968 und die 1982 entstandene Kantate „Cantus ad futurum“ von Algirdas Martinaitis.
- im Repertoire der litauischen Folkmusik, wie sie heute in den Städten Litauens und auf Folklore-Festivals gepflegt wird. Die Polyphonie der Sutartinės mit ihren parallelen Sekunden wird heutzutage nicht mehr als störend empfunden, die Stücke gelten als meditativ und entrückend.
- als geschätztes Kulturgut Litauens. Im Jahr 2010 wurden die Sutartinės als besondere kulturelle Ausdrucksform in das Verzeichnis des immateriellen Kulturerbes der Menschheit der UNESCO aufgenommen.[1] Als Zeichen der nationalen Bedeutung hat Litauen diesen Volksliedern im Jahr 2019 eine Gedenkmünze gewidmet. Auf dem Münzbild der 2-Euro-Gedenkmünze sind die polyphonen Melodien der Sutartinės symbolisch dargestellt.[8]

## Hörbeispiele
- Lithuanian Folk Culture Centre: Anthology of Lithuanian Ethnoculture. Abschnitt Sutartinės von Skirmantė Valiulytė. Vilnius, 1998. Zwiegesang (lit. „Dvejinė“), ausgeführt von der Gruppe „Trys keturiose“
- Lithuanian Folk Culture Centre: Anthology of Lithuanian Ethnoculture. Abschnitt Sutartinės von Skirmantė Valiulytė. Vilnius, 1998. Kanon (lit. „Trejinė“), ausgeführt von der Gruppe „Trys keturiose“
- Litauische Musik- und Theaterakademie: Vierstimmiger Wechselgesang (lit. „Keturinė“)